# قلعه بلند (تاجیکستان)
قلعهٔ بلند جماعت و شهرکی در شمال غربی تاجیکستان است که در ناحیهٔ استروشن ولایت سغد قرار دارد. جمعیت این جماعت ۶٬۷۵۹ نفر است.